# Thanatus imbecillus
Thanatus imbecillus là một loài nhện trong họ Philodromidae.
Loài này thuộc chi Thanatus. Thanatus imbecillus được Ludwig Carl Christian Koch miêu tả năm 1878.